# Dromidiopsis edwardsi
Dromidiopsis edwardsi is een krabbensoort uit de familie van de Dromiidae. De wetenschappelijke naam van de soort is voor het eerst geldig gepubliceerd in 1919 door Rathbun.